# Bai Yanhu
Bai Yanhu (en chino: 白彥虎, en dungano: Биянхў; 8 de febrero de 1830–26 de julio de 1882), también conocido como Mohammed Ayub (en árabe: مُحَمَّد بَىْيًاحُو‎), fue un comandante militar y rebelde hui de Shaanxi, China. Fue conocido por liderar a un grupo de hui a través de las vastas tierras del noroeste de China hasta Kirguistán bajo el dominio ruso. Sus descendientes y sus seguidores viven en Asia Central hasta el día de hoy y son conocidos como el pueblo dungano.

## Biografía
Bai Yanhu era comandante de un batallón de fuerzas musulmanas hui de Shaanxi durante la rebelión dungan. Después de ser expulsado de Shaanxi por las tropas del Imperio Qing bajo el mando de Zuo Zongtang, huyó al bastión de la Jahriyya de Jinjipu (cerca de la actual Wuzhong, Ningxia). Después de la rendición de Jinjipu, Bai y sus seguidores huyeron a Hezhou (actual Linxia) y después de la caída de Hezhou, huyó a Xining.
En 1873, Bai decidió abandonar Xining y huir a Xinjiang. Se desconoce el número exacto de sus seguidores en ese momento, pero es probable que fueran varios miles, y algunas fuentes afirman que eran entre trece y treinta y cinco mil. Después de entrar en Xinjiang, las tropas lideradas por Bai lograron tomar el control de Hami, pero abandonaron la ciudad poco después, huyendo del ejército Qing que se acercaba. 

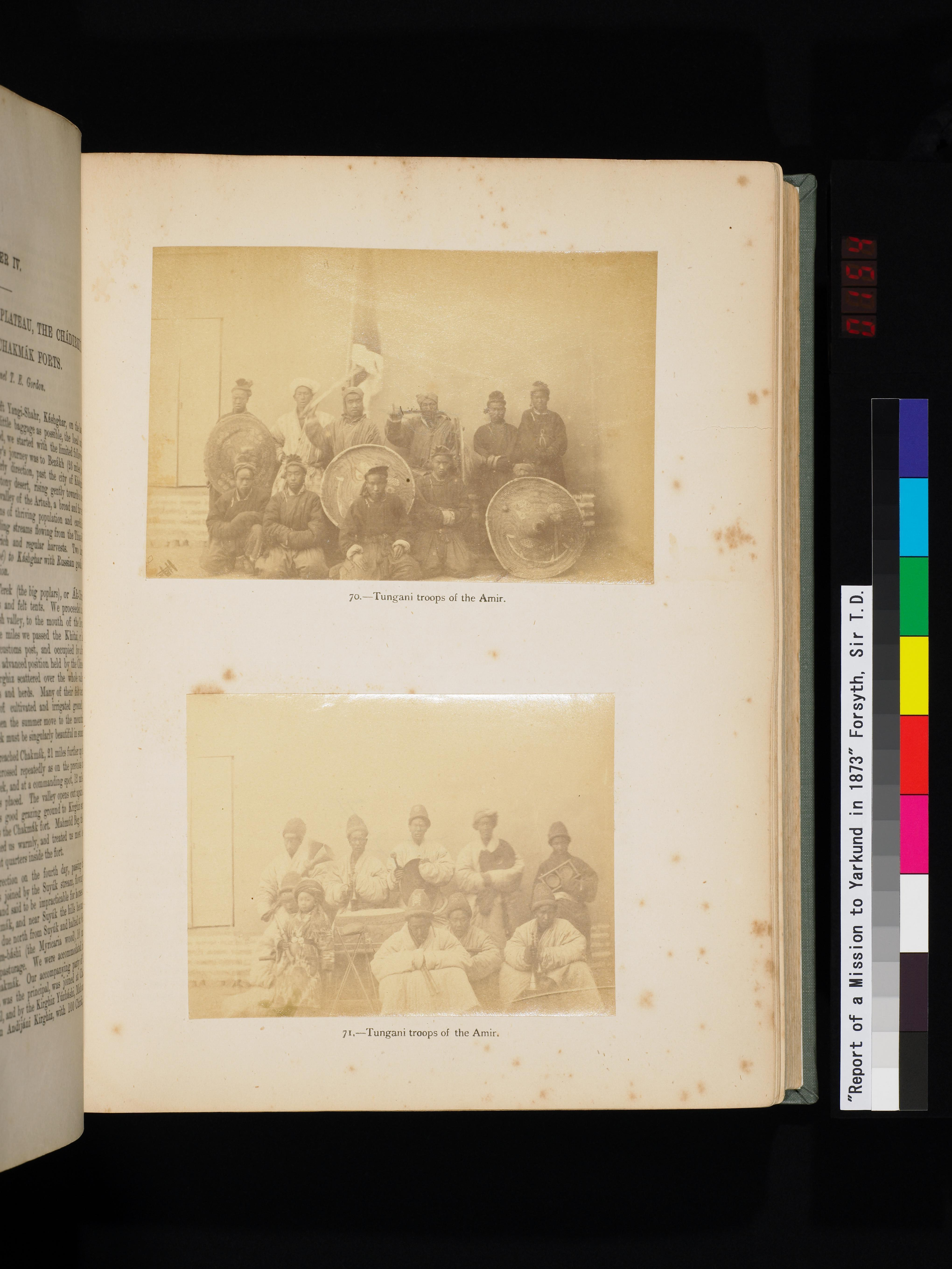
Soldados dunganos al servicio de Yaqub Beg (1873).

A finales de 1873, entraron en territorio controlado por Yaqub Beg, el gobernante Kokand de Yettishar (Kasgaria), un estado que estableció durante su invasión de Xinjiang de 1865 a 1877. Allí aceptó someterse a Yaqub Beg y a sus seguidores se les permitió vivir en la zona alrededor de Urumqi y Manas. Cuando las fuerzas del general chino Zuo Zongtang avanzaron hacia Xinjiang, A Bai se le asignó la defensa de Urumqi. En agosto de 1876, cuando el ejército chino se acercó a la ciudad, Bai huyó y Urumqi cayó en manos de los Qing. Algunas fuentes registran que en esa época, el ejército de Zuo solicitó a Yaqub Beg que les entregara a Bai Yanhu. Esta solicitud no recibió respuesta.
Tras la caída de Urumqi, huyó de ciudad en ciudad a lo largo de Xinjiang, hasta que finalmente escapó a territorio ruso con varios miles de sus seguidores. Se establecieron en el valle de Chu, en lo que hoy es Kirguistán. Zuo intentó convencer al Gobierno de Rusia de que lo extraditara, pero las autoridades rusas se negaron, ya que veían con bueno ojos que su frontera se poblara con una comunidad que era ferozmente hostil a los Qing. Bai vivió en territorio ruso hasta su muerte varios años después.

## Legado
El primer asentamiento de la tribu Bai Yanhu se encontraba a 8 kilómetros de Tokmok. Bianhu denominó la colonia «Yingpan» (literalmente «Campamento»). Tras la disolución de la Unión Soviética, Yingpan se encuentra dentro de las fronteras de Kazajistán y hoy en día, la ciudad se conoce como Masanchi (Karakunuz), llamada así en honor del revolucionario comunista dungano Magaza Masanchi.
El poeta dungano Iasyr Shivaza afirmó en 1985 que Bai murió en Masanchi y que en su tumba se enterró un muñeco de madera. Sus seguidores llevaron su cuerpo a Biskek, donde lo enterraron en el patio de la casa de su hijo en la avenida Dzerzhinsky (hoy llamada bulevar Erkindik).